# Élections cantonales de 1992 dans le Cher
Les élections cantonales ont eu lieu les 22 et 29 mars 1992.
Lors de ces élections, 18 des 35 cantons du Cher ont été renouvelés. Elles ont vu la reconduction de la majorité UDF dirigée par Jean-François Deniau, président du conseil général depuis 1981.

## Résultats à l’échelle du département
Répartition départementale des résultats (2e tour).
- PCF (24,78 %)
- PS (9,77 %)
- Majorité (3,89 %)
- GE (6,49 %)
- RPR (11,56 %)
- UDF (10,53 %)
- DVD (32,98 %)

| Étiquette      | Étiquette                          | Premier tour | Premier tour | Second tour | Second tour | Sièges |
| Étiquette      | Étiquette                          | Voix         | %            | Voix        | %           | Sièges |
| -------------- | ---------------------------------- | ------------ | ------------ | ----------- | ----------- | ------ |
|                | Parti communiste français          | 15 015       | 19,67        | 14 383      | 24,78       | 1      |
|                | Parti socialiste                   | 8 448        | 11,07        | 5 672       | 9,77        | 1      |
|                | Majorité présidentielle            | 2 662        | 3,49         | 2 256       | 3,89        | 1      |
|                | Extrême gauche                     | 449          | 0,59         |             |             |        |
| Gauche         | Gauche                             | 26 574       | 34,82        | 22 311      | 38,44       | 3      |
|                |                                    |              |              |             |             |        |
|                | Divers droite                      | 21 192       | 27,76        | 19 139      | 32,98       | 8      |
|                | Rassemblement pour la République   | 8 370        | 10,96        | 6 708       | 11,56       | 3      |
|                | Front national                     | 8 158        | 10,69        |             |             |        |
|                | Union pour la démocratie française | 5 840        | 7,65         | 6 113       | 10,53       | 3      |
| Droite         | Droite                             | 43 560       | 57,06        | 31 960      | 55,07       | 14     |
|                |                                    |              |              |             |             |        |
|                | Les Verts                          | 3 127        | 4,10         |             |             |        |
|                | Génération écologie                | 3 086        | 4,04         | 3 764       | 6,49        | 1      |
| Écologistes    | Écologistes                        | 6 213        | 8,14         | 3 764       | 6,49        | 1      |
|                |                                    |              |              |             |             |        |
| Inscrits       | Inscrits                           | 116 685      | 100,00       | 100 607     | 100,00      |        |
| Abstention     | Abstention                         | 35 915       | 30,78        | 38 092      | 37,86       |        |
| Votants        | Votants                            | 80 770       | 69,22        | 62 515      | 62,14       |        |
| Blancs et nuls | Blancs et nuls                     | 4 423        | 5,48         | 4 480       | 7,17        |        |
| Exprimés       | Exprimés                           | 76 347       | 94,52        | 58 035      | 92,83       |        |

## Résultats par canton

### Canton d'Argent-sur-Sauldre
| Candidats      | Candidats          | Étiquette      | Premier tour | Premier tour | Second tour | Second tour |
| Candidats      | Candidats          | Étiquette      | Voix         | %            | Voix        | %           |
| -------------- | ------------------ | -------------- | ------------ | ------------ | ----------- | ----------- |
|                | Jean Boinvilliers* | RPR            | 1 263        | 42,54        | 1 403       | 47,82       |
|                | Patrick Senée      | PS             | 1 138        | 38,33        | 1 531       | 52,18       |
|                | Marc Genin         | FN             | 244          | 8,22         |             |             |
|                | Alain Gourdou      | Verts          | 209          | 7,04         |             |             |
|                | Philippe Brion     | PCF            | 115          | 3,87         |             |             |
|                |                    |                |              |              |             |             |
| Inscrits       | Inscrits           | Inscrits       | 4 223        | 100,00       | 4 221       | 100,00      |
| Abstention     | Abstention         | Abstention     | 1 128        | 26,71        | 1 182       | 28,00       |
| Votants        | Votants            | Votants        | 3 095        | 73,29        | 3 039       | 72,00       |
| Blancs et nuls | Blancs et nuls     | Blancs et nuls | 126          | 4,07         | 105         | 3,46        |
| Exprimés       | Exprimés           | Exprimés       | 2 969        | 95,93        | 2 934       | 96,54       |

*sortant

### Canton de Baugy
| Candidats      | Candidats       | Étiquette      | Premier tour | Premier tour | Second tour | Second tour |
| Candidats      | Candidats       | Étiquette      | Voix         | %            | Voix        | %           |
| -------------- | --------------- | -------------- | ------------ | ------------ | ----------- | ----------- |
|                | Michel Renoux*  | DVD            | 1 618        | 38,20        | 2 159       | 59,13       |
|                | Denis Durand    | PS             | 798          | 18,84        | 1 492       | 40,87       |
|                | André Theurier  | FN             | 497          | 11,73        |             |             |
|                | Joseph Davidoff | PCF            | 478          | 11,28        |             |             |
|                | Patrice Minon   | Verts          | 461          | 10,88        |             |             |
|                | Pierre Goffinet | DVD            | 384          | 9,07         |             |             |
|                |                 |                |              |              |             |             |
| Inscrits       | Inscrits        | Inscrits       | 6 104        | 100,00       | 6 101       | 100,00      |
| Abstention     | Abstention      | Abstention     | 1 556        | 25,49        | 2 109       | 34,57       |
| Votants        | Votants         | Votants        | 4 548        | 74,51        | 3 992       | 65,43       |
| Blancs et nuls | Blancs et nuls  | Blancs et nuls | 312          | 6,86         | 341         | 8,54        |
| Exprimés       | Exprimés        | Exprimés       | 4 236        | 93,14        | 3 651       | 91,46       |

*sortant

### Canton de Bourges-4
| Candidats      | Candidats             | Étiquette      | Premier tour | Premier tour | Second tour | Second tour |
| Candidats      | Candidats             | Étiquette      | Voix         | %            | Voix        | %           |
| -------------- | --------------------- | -------------- | ------------ | ------------ | ----------- | ----------- |
|                | Jean-François Deniau* | UDF            | 2 906        | 45,59        | 3 462       | 64,72       |
|                | Daniel Robin          | PCF            | 1 482        | 23,25        | 1 887       | 35,28       |
|                | Jack Chauveau         | FN             | 745          | 11,69        |             |             |
|                | Irène Felix           | PS             | 703          | 11,03        |             |             |
|                | Jacques Gregoire      | Verts          | 440          | 6,90         |             |             |
|                | Étienne Gangneron     | DVD            | 98           | 1,54         |             |             |
|                |                       |                |              |              |             |             |
| Inscrits       | Inscrits              | Inscrits       | 10 578       | 100,00       | 10 569      | 100,00      |
| Abstention     | Abstention            | Abstention     | 3 936        | 37,21        | 4 881       | 46,18       |
| Votants        | Votants               | Votants        | 6 642        | 62,79        | 5 688       | 53,82       |
| Blancs et nuls | Blancs et nuls        | Blancs et nuls | 268          | 4,03         | 339         | 5,96        |
| Exprimés       | Exprimés              | Exprimés       | 6 374        | 95,97        | 5 349       | 94,04       |

*sortant

### Canton de Bourges-5
| Candidats      | Candidats            | Étiquette      | Premier tour | Premier tour | Second tour | Second tour |
| Candidats      | Candidats            | Étiquette      | Voix         | %            | Voix        | %           |
| -------------- | -------------------- | -------------- | ------------ | ------------ | ----------- | ----------- |
|                | Camille Michel*      | UDF            | 1 291        | 29,66        | 1 937       | 52,58       |
|                | Gilbert Camuzat      | PCF            | 1 169        | 26,86        | 1 747       | 47,42       |
|                | Jean-Pierre Saulnier | PS             | 806          | 18,52        | Retrait     | Retrait     |
|                | Jean d'Ogny          | FN             | 626          | 14,38        |             |             |
|                | Joël Crotte          | Verts          | 351          | 8,07         |             |             |
|                | Didier Rassat        | DVD            | 74           | 1,70         |             |             |
|                | Khaled Boudali       | PS             | 35           | 0,80         |             |             |
|                |                      |                |              |              |             |             |
| Inscrits       | Inscrits             | Inscrits       | 7 376        | 100,00       | 7 376       | 100,00      |
| Abstention     | Abstention           | Abstention     | 2 767        | 37,51        | 3 387       | 45,92       |
| Votants        | Votants              | Votants        | 4 609        | 62,49        | 3 989       | 54,08       |
| Blancs et nuls | Blancs et nuls       | Blancs et nuls | 257          | 5,58         | 305         | 7,65        |
| Exprimés       | Exprimés             | Exprimés       | 4 352        | 94,42        | 3 684       | 92,35       |

*sortant

### Canton de La Chapelle-d'Angillon
| Candidats      | Candidats         | Étiquette      | Premier tour | Premier tour | Second tour | Second tour |
| Candidats      | Candidats         | Étiquette      | Voix         | %            | Voix        | %           |
| -------------- | ----------------- | -------------- | ------------ | ------------ | ----------- | ----------- |
|                | Pierre Heuclin*   | DVD            | 770          | 48,00        | 966         | 73,97       |
|                | Michel Guilloteau | DVD            | 467          | 29,11        | Retrait     | Retrait     |
|                | Claire Millerioux | PCF            | 228          | 14,21        | 340         | 26,03       |
|                | Claude d'Ogny     | FN             | 139          | 8,67         |             |             |
|                |                   |                |              |              |             |             |
| Inscrits       | Inscrits          | Inscrits       | 2 123        | 100,00       | 2 123       | 100,00      |
| Abstention     | Abstention        | Abstention     | 464          | 21,86        | 633         | 29,82       |
| Votants        | Votants           | Votants        | 1 659        | 78,14        | 1 490       | 70,18       |
| Blancs et nuls | Blancs et nuls    | Blancs et nuls | 55           | 3,32         | 184         | 12,35       |
| Exprimés       | Exprimés          | Exprimés       | 1 604        | 96,68        | 1 306       | 87,65       |

*sortant

### Canton de Charenton-du-Cher
| Candidats      | Candidats              | Étiquette      | Premier tour | Premier tour | Second tour | Second tour |
| Candidats      | Candidats              | Étiquette      | Voix         | %            | Voix        | %           |
| -------------- | ---------------------- | -------------- | ------------ | ------------ | ----------- | ----------- |
|                | Philippe de Bonneval * | RPR            | 983          | 49,80        | 1 199       | 65,41       |
|                | Gaston Boutillon       | PCF            | 462          | 23,40        | 634         | 34,59       |
|                | Pascal Aupy            | DVD            | 195          | 9,88         |             |             |
|                | François Drougard      | FN             | 190          | 9,63         |             |             |
|                | Jacques Le Puil        | Verts          | 144          | 7,29         |             |             |
|                |                        |                |              |              |             |             |
| Inscrits       | Inscrits               | Inscrits       | 3 035        | 100,00       | 3 034       | 100,00      |
| Abstention     | Abstention             | Abstention     | 955          | 31,47        | 1 096       | 36,12       |
| Votants        | Votants                | Votants        | 2 080        | 68,53        | 1 938       | 63,88       |
| Blancs et nuls | Blancs et nuls         | Blancs et nuls | 106          | 5,10         | 105         | 5,42        |
| Exprimés       | Exprimés               | Exprimés       | 1 974        | 94,90        | 1 833       | 94,58       |

*sortant

### Canton de Charost
| Candidats      | Candidats      | Étiquette      | Premier tour | Premier tour | Second tour | Second tour |
| Candidats      | Candidats      | Étiquette      | Voix         | %            | Voix        | %           |
| -------------- | -------------- | -------------- | ------------ | ------------ | ----------- | ----------- |
|                | Roger Jacquet* | PCF            | 2 068        | 31,64        | 2 367       | 37,60       |
|                | Gérard Bruant  | PS             | 1 541        | 23,58        | 1 680       | 26,69       |
|                | Jean Balon     | DVD            | 1 282        | 19,61        | 2 248       | 35,71       |
|                | Alain Sogni    | FN             | 719          | 11,00        |             |             |
|                | Marc Terminet  | DVD            | 672          | 10,28        |             |             |
|                | Bruno Pasquet  | DVD            | 254          | 3,89         |             |             |
|                |                |                |              |              |             |             |
| Inscrits       | Inscrits       | Inscrits       | 9 831        | 100,00       | 9 818       | 100,00      |
| Abstention     | Abstention     | Abstention     | 2 905        | 29,55        | 3 278       | 33,39       |
| Votants        | Votants        | Votants        | 6 926        | 70,45        | 6 540       | 66,61       |
| Blancs et nuls | Blancs et nuls | Blancs et nuls | 390          | 5,63         | 245         | 3,75        |
| Exprimés       | Exprimés       | Exprimés       | 6 536        | 94,37        | 6 295       | 96,25       |

*sortant

### Canton du Châtelet
| Candidats      | Candidats        | Étiquette      | Premier tour | Premier tour |
| Candidats      | Candidats        | Étiquette      | Voix         | %            |
| -------------- | ---------------- | -------------- | ------------ | ------------ |
|                | René Dubreuil*   | RPR            | 932          | 59,59        |
|                | André Langlois   | PS             | 226          | 14,45        |
|                | Nicole Valette   | PCF            | 124          | 7,93         |
|                | Pierre Couturier | FN             | 106          | 6,78         |
|                | Franck Moreau    | DVD            | 91           | 5,82         |
|                | Guy Delort       | Verts          | 85           | 5,43         |
|                |                  |                |              |              |
| Inscrits       | Inscrits         | Inscrits       | 2 294        | 100,00       |
| Abstention     | Abstention       | Abstention     | 608          | 26,50        |
| Votants        | Votants          | Votants        | 1 686        | 73,50        |
| Blancs et nuls | Blancs et nuls   | Blancs et nuls | 122          | 7,24         |
| Exprimés       | Exprimés         | Exprimés       | 1 564        | 92,76        |

*sortant

### Canton de Henrichemont
| Candidats      | Candidats                 | Étiquette      | Premier tour | Premier tour |
| Candidats      | Candidats                 | Étiquette      | Voix         | %            |
| -------------- | ------------------------- | -------------- | ------------ | ------------ |
|                | Joseph Gueguen*           | UDF            | 1 182        | 61,82        |
|                | Jean Mallet               | PCF            | 273          | 14,28        |
|                | Jean-François Paszkiewicz | Verts          | 220          | 11,51        |
|                | Valerie Guilleminot       | FN             | 165          | 8,63         |
|                | Claude Fontaine           | DVD            | 72           | 3,77         |
|                |                           |                |              |              |
| Inscrits       | Inscrits                  | Inscrits       | 2 775        | 100,00       |
| Abstention     | Abstention                | Abstention     | 771          | 27,78        |
| Votants        | Votants                   | Votants        | 2 004        | 72,22        |
| Blancs et nuls | Blancs et nuls            | Blancs et nuls | 92           | 4,59         |
| Exprimés       | Exprimés                  | Exprimés       | 1 912        | 95,41        |

*sortant

### Canton de Levet
| Candidats      | Candidats           | Étiquette      | Premier tour | Premier tour | Second tour | Second tour |
| Candidats      | Candidats           | Étiquette      | Voix         | %            | Voix        | %           |
| -------------- | ------------------- | -------------- | ------------ | ------------ | ----------- | ----------- |
|                | Pierre Signargout*  | DVD            | 1 546        | 35,30        | 1 896       | 45,87       |
|                | Jean-Marie Truchot  | PCF            | 1 234        | 28,17        | 1 268       | 30,68       |
|                | Jean-Pierre Magnoux | PS             | 1 032        | 23,56        | 969         | 23,45       |
|                | Claude Brabant      | FN             | 568          | 12,97        |             |             |
|                |                     |                |              |              |             |             |
| Inscrits       | Inscrits            | Inscrits       | 6 450        | 100,00       | 6 448       | 100,00      |
| Abstention     | Abstention          | Abstention     | 1 742        | 27,01        | 2 097       | 32,52       |
| Votants        | Votants             | Votants        | 4 708        | 72,99        | 4 351       | 67,48       |
| Blancs et nuls | Blancs et nuls      | Blancs et nuls | 328          | 6,97         | 218         | 5,01        |
| Exprimés       | Exprimés            | Exprimés       | 4 380        | 93,03        | 4 133       | 94,99       |

*sortant

### Canton de Lignières
| Candidats      | Candidats           | Étiquette      | Premier tour | Premier tour | Second tour | Second tour |
| Candidats      | Candidats           | Étiquette      | Voix         | %            | Voix        | %           |
| -------------- | ------------------- | -------------- | ------------ | ------------ | ----------- | ----------- |
|                | Pierre Roumet*      | DVD            | 1 133        | 48,15        | 1 422       | 65,53       |
|                | Jean Soulat         | PS             | 436          | 18,53        | 748         | 34,47       |
|                | Robert Grillon      | PCF            | 353          | 15,00        |             |             |
|                | Christian Raffestin | FN             | 173          | 7,35         |             |             |
|                | Emmanuel de Maistre | DVD            | 146          | 6,20         |             |             |
|                | Jean-Luc Bernard    | Verts          | 112          | 4,76         |             |             |
|                |                     |                |              |              |             |             |
| Inscrits       | Inscrits            | Inscrits       | 3 412        | 100,00       | 3 408       | 100,00      |
| Abstention     | Abstention          | Abstention     | 944          | 27,67        | 1 071       | 31,43       |
| Votants        | Votants             | Votants        | 2 468        | 72,33        | 2 337       | 68,57       |
| Blancs et nuls | Blancs et nuls      | Blancs et nuls | 115          | 4,66         | 167         | 7,15        |
| Exprimés       | Exprimés            | Exprimés       | 2 353        | 95,34        | 2 170       | 92,85       |

*sortant

### Canton de Mehun-sur-Yevre
| Candidats      | Candidats      | Étiquette      | Premier tour | Premier tour |
| Candidats      | Candidats      | Étiquette      | Voix         | %            |
| -------------- | -------------- | -------------- | ------------ | ------------ |
|                | Jean Manceau*  | DVD            | 2 660        | 52,91        |
|                | Michel Chollet | PCF            | 928          | 18,46        |
|                | Annie Gerbault | PS             | 863          | 17,17        |
|                | Ginette Cobut  | FN             | 576          | 11,46        |
|                |                |                |              |              |
| Inscrits       | Inscrits       | Inscrits       | 7 457        | 100,00       |
| Abstention     | Abstention     | Abstention     | 2 042        | 27,38        |
| Votants        | Votants        | Votants        | 5 415        | 72,62        |
| Blancs et nuls | Blancs et nuls | Blancs et nuls | 388          | 7,17         |
| Exprimés       | Exprimés       | Exprimés       | 5 027        | 92,83        |

*sortant

### Canton de Nérondes
| Candidats      | Candidats        | Étiquette      | Premier tour | Premier tour |
| Candidats      | Candidats        | Étiquette      | Voix         | %            |
| -------------- | ---------------- | -------------- | ------------ | ------------ |
|                | Serge Bousquiel* | DVD            | 1 386        | 60,42        |
|                | Georges Ricard   | PCF            | 354          | 15,43        |
|                | Jean Gauthier    | FN             | 310          | 13,51        |
|                | Olivier Combette | DVD            | 244          | 10,64        |
|                |                  |                |              |              |
| Inscrits       | Inscrits         | Inscrits       | 3 511        | 100,00       |
| Abstention     | Abstention       | Abstention     | 1 024        | 29,17        |
| Votants        | Votants          | Votants        | 2 487        | 70,83        |
| Blancs et nuls | Blancs et nuls   | Blancs et nuls | 193          | 7,76         |
| Exprimés       | Exprimés         | Exprimés       | 2 294        | 92,24        |

*sortant

### Canton de Saint-Amand-Montrond
| Candidats      | Candidats             | Étiquette      | Premier tour | Premier tour | Second tour | Second tour |
| Candidats      | Candidats             | Étiquette      | Voix         | %            | Voix        | %           |
| -------------- | --------------------- | -------------- | ------------ | ------------ | ----------- | ----------- |
|                | Serge Vinçon          | RPR            | 3 128        | 36,22        | 4 106       | 57,72       |
|                | Pierre Gourier*       | DVD            | 1 809        | 20,95        | 3 008       | 42,28       |
|                | Bernard Jamet         | PS             | 1 077        | 12,47        |             |             |
|                | Jean-Claude Coffin    | PCF            | 895          | 10,36        |             |             |
|                | Yves Barriere         | GE             | 718          | 8,31         |             |             |
|                | Jean-Baptiste Larcher | FN             | 566          | 6,55         |             |             |
|                | Jacques Catty         | Verts          | 273          | 3,16         |             |             |
|                | Bruno Jacquin         | DVD            | 169          | 1,96         |             |             |
|                |                       |                |              |              |             |             |
| Inscrits       | Inscrits              | Inscrits       | 12 982       | 100,00       | 12 981      | 100,00      |
| Abstention     | Abstention            | Abstention     | 3 895        | 30,00        | 4 926       | 37,95       |
| Votants        | Votants               | Votants        | 9 087        | 70,00        | 8 055       | 62,05       |
| Blancs et nuls | Blancs et nuls        | Blancs et nuls | 452          | 4,97         | 941         | 11,68       |
| Exprimés       | Exprimés              | Exprimés       | 8 635        | 95,03        | 7 114       | 88,32       |

*sortant

### Canton de Sancoins
| Candidats      | Candidats            | Étiquette      | Premier tour | Premier tour | Second tour | Second tour |
| Candidats      | Candidats            | Étiquette      | Voix         | %            | Voix        | %           |
| -------------- | -------------------- | -------------- | ------------ | ------------ | ----------- | ----------- |
|                | Pierre Caldi*        | DVD            | 1 442        | 47,17        | 1 843       | 64,31       |
|                | Jean Sandrin         | DVD            | 626          | 20,48        | 1 023       | 35,69       |
|                | Jean-Claude Pitel    | PS             | 266          | 8,70         |             |             |
|                | Serge Amant          | PCF            | 200          | 6,54         |             |             |
|                | Christian Leys       | FN             | 186          | 6,08         |             |             |
|                | Renée Lagrange       | DVD            | 168          | 5,50         |             |             |
|                | Robert Valentin      | DVD            | 113          | 3,70         |             |             |
|                | Francois Guillerault | DVD            | 56           | 1,83         |             |             |
|                |                      |                |              |              |             |             |
| Inscrits       | Inscrits             | Inscrits       | 4 345        | 100,00       | 4 345       | 100,00      |
| Abstention     | Abstention           | Abstention     | 1 175        | 27,04        | 1 313       | 30,22       |
| Votants        | Votants              | Votants        | 3 170        | 72,96        | 3 032       | 69,78       |
| Blancs et nuls | Blancs et nuls       | Blancs et nuls | 113          | 3,56         | 166         | 5,47        |
| Exprimés       | Exprimés             | Exprimés       | 3 057        | 96,44        | 2 866       | 94,53       |

*sortant

### Canton de Vailly-sur-Sauldre
| Candidats      | Candidats            | Étiquette      | Premier tour | Premier tour | Second tour | Second tour |
| Candidats      | Candidats            | Étiquette      | Voix         | %            | Voix        | %           |
| -------------- | -------------------- | -------------- | ------------ | ------------ | ----------- | ----------- |
|                | Pierre Rabineau*     | PS             | 1 114        | 47,57        | 1 508       | 67,87       |
|                | Henry Doucet         | UDF            | 461          | 19,68        | 714         | 32,13       |
|                | Guy Adam             | DVD            | 440          | 18,79        | Retrait     | Retrait     |
|                | Maurice Morin        | FN             | 136          | 5,81         |             |             |
|                | Hervé Baudry         | DVD            | 109          | 4,65         |             |             |
|                | Christiane Lemonnier | PCF            | 82           | 3,50         |             |             |
|                |                      |                |              |              |             |             |
| Inscrits       | Inscrits             | Inscrits       | 3 207        | 100,00       | 3 207       | 100,00      |
| Abstention     | Abstention           | Abstention     | 767          | 23,92        | 874         | 27,25       |
| Votants        | Votants              | Votants        | 2 440        | 76,08        | 2 333       | 72,75       |
| Blancs et nuls | Blancs et nuls       | Blancs et nuls | 98           | 4,02         | 111         | 4,76        |
| Exprimés       | Exprimés             | Exprimés       | 2 342        | 95,98        | 2 222       | 95,24       |

*sortant

### Canton de Vierzon-1
| Candidats      | Candidats          | Étiquette      | Premier tour | Premier tour | Second tour | Second tour |
| Candidats      | Candidats          | Étiquette      | Voix         | %            | Voix        | %           |
| -------------- | ------------------ | -------------- | ------------ | ------------ | ----------- | ----------- |
|                | Jean Rousseau      | GE             | 2 368        | 32,02        | 3 764       | 58,62       |
|                | Michel Sansu       | PCF            | 2 081        | 28,14        | 2 657       | 41,38       |
|                | Michel Preud'Homme | RPR            | 1 139        | 15,40        |             |             |
|                | François Scheid    | FN             | 976          | 13,20        |             |             |
|                | Hatuey Berdasco    | EXG            | 449          | 6,07         |             |             |
|                | André Cormon       | PS             | 383          | 5,18         |             |             |
|                |                    |                |              |              |             |             |
| Inscrits       | Inscrits           | Inscrits       | 12 063       | 100,00       | 12 063      | 100,00      |
| Abstention     | Abstention         | Abstention     | 4 300        | 35,65        | 5 112       | 42,38       |
| Votants        | Votants            | Votants        | 7 763        | 64,35        | 6 951       | 57,62       |
| Blancs et nuls | Blancs et nuls     | Blancs et nuls | 367          | 4,73         | 530         | 7,62        |
| Exprimés       | Exprimés           | Exprimés       | 7 396        | 95,27        | 6 421       | 92,38       |

### Canton de Vierzon-2
| Candidats      | Candidats       | Étiquette      | Premier tour | Premier tour | Second tour | Second tour |
| Candidats      | Candidats       | Étiquette      | Voix         | %            | Voix        | %           |
| -------------- | --------------- | -------------- | ------------ | ------------ | ----------- | ----------- |
|                | Max Albizzati   | DVD            | 2 817        | 30,15        | 4 574       | 56,77       |
|                | François Dumon  | PCF            | 2 489        | 26,64        | 3 483       | 43,23       |
|                | Guy Aurat       | FN             | 1 236        | 13,23        |             |             |
|                | Suzanne Laffy   | RPR            | 925          | 9,90         |             |             |
|                | Claude Joubert  | Verts          | 832          | 8,91         |             |             |
|                | Claudine Barbin | PS             | 692          | 7,41         |             |             |
|                | Yves Lestourgie | DVD            | 351          | 3,76         |             |             |
|                |                 |                |              |              |             |             |
| Inscrits       | Inscrits        | Inscrits       | 14 919       | 100,00       | 14 913      | 100,00      |
| Abstention     | Abstention      | Abstention     | 4 936        | 33,09        | 6 133       | 41,13       |
| Votants        | Votants         | Votants        | 9 983        | 66,91        | 8 780       | 58,87       |
| Blancs et nuls | Blancs et nuls  | Blancs et nuls | 641          | 6,42         | 723         | 8,23        |
| Exprimés       | Exprimés        | Exprimés       | 9 342        | 93,58        | 8 057       | 91,77       |